# Oreșnița, Kărdjali
Oreșnița (în bulgară Орешница) este un sat în comuna Kărdjali, regiunea Kărdjali,  Bulgaria. 

## Demografie
Componența etnică a satului Oreșnița
     Turci (95,23%)
     Nicio identificare (4,76%)
     Altele (0%)
La recensământul din 2011, populația satului Oreșnița era de 168 locuitori. Din punct de vedere etnic, majoritatea locuitorilor (95,23%) erau turci. Pentru 4,76% din locuitori nu este cunoscută apartenența etnică.